# Michele Padovano
Michele Padovano (Turín, Provincia de Turín, Italia, 28 de agosto de 1966) es un exfutbolista italiano. Se desempeñaba en la posición de delantero.

## Selección nacional
Fue internacional con la selección de fútbol de Italia en una ocasión. Debutó el 29 de marzo de 1997, en un encuentro válido por las eliminatorias para la Copa Mundial de Fútbol de 1998 ante la selección de Moldavia que finalizó con marcador de 3-0 a favor de los italianos.

## Clubes
| Club            | País       | Año         |
| --------------- | ---------- | ----------- |
| A. C. Asti      | Italia     | 1985 - 1986 |
| Cosenza Calcio  | Italia     | 1986 - 1990 |
| Pisa Calcio     | Italia     | 1990 - 1991 |
| S. S. C. Napoli | Italia     | 1991 - 1992 |
| Genoa C. F. C.  | Italia     | 1992 - 1993 |
| Reggiana 1919   | Italia     | 1993 - 1994 |
| Genoa C. F. C.  | Italia     | 1994        |
| Reggiana 1919   | Italia     | 1994 - 1995 |
| Juventus F. C.  | Italia     | 1995 - 1997 |
| Crystal Palace  | Inglaterra | 1997 - 1999 |
| F. C. Metz      | Francia    | 1999 - 2000 |
| Calcio Como     | Italia     | 2000 - 2001 |

## Palmarés

### Campeonatos nacionales
| Título              | Club           | País   | Año     |
| ------------------- | -------------- | ------ | ------- |
| Serie C1            | Cosenza Calcio | Italia | 1987-88 |
| Supercopa de Italia | Juventus F. C. | Italia | 1995    |
| Serie A             | Juventus F. C. | Italia | 1996-97 |
| Supercopa de Italia | Juventus F. C. | Italia | 1997    |

### Copas internacionales
| Título                | Club           | País   | Año     |
| --------------------- | -------------- | ------ | ------- |
| Liga de Campeones     | Juventus F. C. | Italia | 1995-96 |
| Supercopa de Europa   | Juventus F. C. | Italia | 1996    |
| Copa Intercontinental | Juventus F. C. | Italia | 1996    |